# Caroteen

Structuurformule van alfacaroteen

Structuurformule van bètacaroteen

Structuurformule van gammacaroteen

Structuurformule van deltacaroteen

De term caroteen wordt gehanteerd voor een kleine verzameling van onverzadigde verbindingen, die behoren tot de stofklasse der carotenoïden, een grote groep van gele tot roodachtige biologische kleurstoffen. De stoffen worden uitsluitend in planten aangemaakt. Carotenen zijn zuivere koolwaterstoffen: hun moleculen bevatten geen zuurstofatomen. De algemene brutoformule is C40Hx. Ze doen dienst als antioxidant en behoren tot de tetraterpenen. 
Carotenen komen in veel groenten voor, waaronder de wortel. De naam is dan ook ontleend aan de Latijnse naam voor deze groente, namelijk carota. Ook in bladeren komt caroteen voor. Hier is het een belangrijk oranje pigment voor de fotosynthese, dat in het blad onder invloed van licht plaatsvindt. Caroteen geeft de opgevangen energie door aan het chlorofyl. Het wordt echter pas zichtbaar in de herfst, wanneer het groene chlorofyl wordt afgebroken.
Caroteen wordt ook wel aangeduid met het E-nummer E160a.

## Indeling
Er bestaan verschillende vormen van caroteen, die enkel aan het eind van de structuurformule verschillen:
- Alfacaroteen
- Bètacaroteen
- Gammacaroteen
- Deltacaroteen
- Epsiloncaroteen
- Zètacaroteen

Van deze types zijn vooral alfa- en bètacaroteen van belang. Rode palmolie is ongeraffineerd en heeft een hoog gehalte aan zowel alfa- als bètacaroteen. Beide carotenoïden worden in het lichaam omgezet tot vitamine A (retinol) en worden daarom ook provitamine A genoemd. 

## Totaalsynthese
Hoewel carotenen natuurlijk voorkomende stoffen zijn, kunnen zij ook in het laboratorium gesynthetiseerd worden. Er zijn twee belangrijke methoden. De eerste betreft een Wittig-reactie tussen een dialdehyde en twee fosforyliden:
Het patent op deze reactie werd door de uitvinder van de Wittig-reactie, de Duitse scheikundige Georg Wittig, zelf opgenomen. De tweede reactie betreft een Grignard-reactie.